# Tarasa mandonii
Tarasa mandonii là một loài thực vật có hoa trong họ Cẩm quỳ. Loài này được (Baker f.) Kearney miêu tả khoa học đầu tiên năm 1949.